# Rillenstein von Leherheide
Der Rillenstein von Leherheide ist ein vorgeschichtlicher Rillenstein und Menhir in Leherheide, einem Stadtteil von Bremerhaven.

## Lage
Der Stein befand sich ursprünglich im Entenmoor zwischen Leherheide und Spaden. Er wurde dort beim Torfabbau am Ufer eines Sees auf einer Steinpflasterung stehend vorgefunden. Nach seiner Entdeckung wurde er mehrfach umgesetzt. Zunächst stand er in Bad Bederkesa vor einer Schule. 1980 wurde er in die Nähe seines Fundortes versetzt und später an den Ortsrand von Leherheide, wo er wiederum vor einer Schule steht.

## Beschreibung
Der Stein ist flach und besitzt einen dreieckigen Querschnitt. Er besteht aus Granit und hat eine Gesamthöhe von etwa 1,19 m, wovon aktuell 0,59 m oberirdisch sichtbar sind. Die Breite beträgt 0,73 m und die Dicke 0,33 m. Der Stein besitzt eine umlaufende Rille mit einer Breite von 4 cm und einer Tiefe von 3 cm.